# Leyla Bouzid

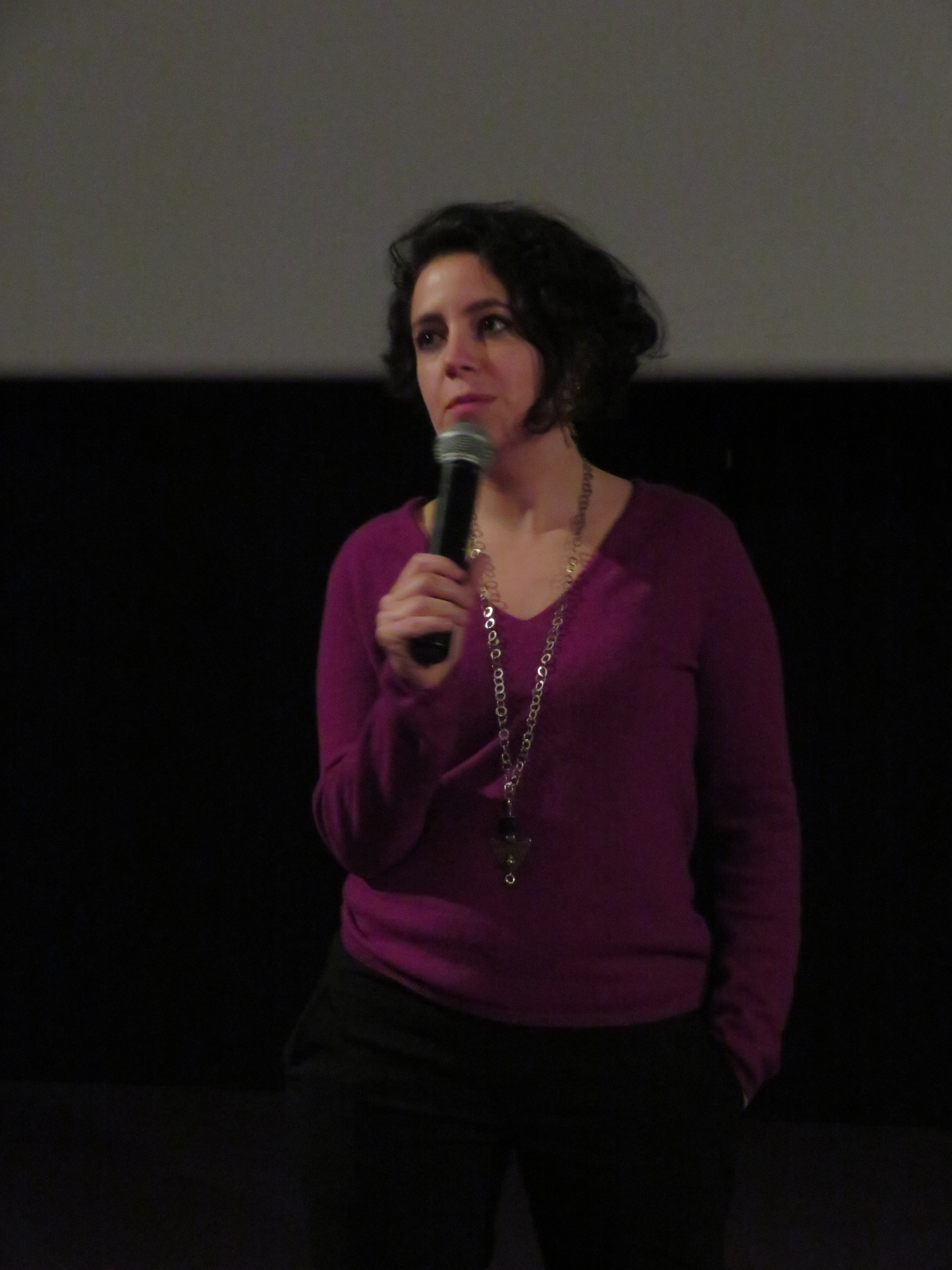
Leyla Bouzid

Leyla Bouzid, född 1984 i Tunis, är en tunisisk regissör. 
Hon föddes och växte upp i Tunis, och flyttade till Paris 2003 där hon studerade fransk litteratur vid Sorbonne, och senare regi vid Femis filmskola. Efter ett par kortfilmer (bl.a. Soubreauts 2012 och Zakaria 2013) regisserade hon långfilmen A peine j'ouvre les yeux, som skildrar en ung kvinnas frigörelsekamp strax före den tunisiska Jasminrevolutionens inledning 2010. Filmen vann Label Europe Cinemas vid Filmfestivalen i Venedig 2015, och nominerades till Bronshästen på Stockholms filmfestival samma år. 